# Ołeksijiwka (rejon bogoduchowski)
Ołeksijiwka (ukr. Олексіївка) – wieś na Ukrainie, w obwodzie charkowskim, w rejonie bogoduchowskim, w hromadzie Krasnokutśk. W 2001 liczyła 789 mieszkańców, spośród których 743 wskazało jako ojczysty język ukraiński, 44 rosyjski, 1 białoruski, a 1 inny.